# Realismo capitalista: ¿No hay alternativa?
Realismo capitalista: ¿No hay alternativa? es un libro de 2009 del teórico británico Mark Fisher, publicado originalmente en inglés por Zero Books (una de las editoriales integradas en el grupo John Hunt Publishing) y traducido al español por Claudio Iglesias para la editorial Caja Negra en 2017. Esta obra explora el concepto de Fisher de «realismo capitalista», empleándolo para describir «la sensación generalizada de que no solo el capitalismo es el único sistema político y económico viable, sino también que ahora es imposible incluso imaginar una alternativa coherente a él».
El libro investiga lo que Fisher describe como los efectos generalizados de la ideología neoliberal en la cultura popular, el trabajo, la educación y la salud mental en la sociedad contemporánea. El realismo capitalista fue un éxito inesperado y ha influido en una serie de escritores.
El subtítulo se refiere al eslogan pro-mercado de la primera ministra británica Margaret Thatcher «No hay alternativa».

## Definición
Considerada argumental y ampliamente como la idea más prolífica de Mark Fisher, el realismo capitalista es un marco ideológico para ver el capitalismo y sus efectos en la política, la economía y el pensamiento público. El nombre en sí es un juego de palabras a partir del término «realismo socialista». Fisher escribió extensamente sobre el tema bajo su seudónimo «k-punk» y su propio nombre. Con frecuencia daba entrevistas sobre el tema con blogueros políticos y pensadores que ampliaban su definición del concepto.

Según Fisher, la cita «es más fácil imaginar un fin al mundo que un fin al capitalismo», atribuida tanto a Fredric Jameson como a Slavoj Žižek, abarca la esencia del realismo capitalista. El realismo capitalista se define vagamente como la concepción predominante de que el capitalismo es el único sistema económico viable, y por lo tanto no puede haber una alternativa imaginable. Fisher compara el realismo capitalista con una «atmósfera generalizada» que afecta a las áreas de la producción cultural, la actividad político-económica y el pensamiento general.
El realismo capitalista tal como lo entiendo no puede limitarse al arte ni a la forma cuasi-propagandística en la que funciona la publicidad. Es más como una atmósfera generalizada, condicionando no solo la producción de la cultura, sino también la regulación del trabajo y la educación, actuando como una especie de barrera invisible que limita el pensamiento y la acción.
El realismo capitalista propaga una idea de lo post-político, en la cual la caída de la Unión Soviética solidificó el capitalismo como el único sistema político-económico eficaz y eliminó la cuestión de la disolución del capitalismo de cualquier consideración política. Esto ha subvertido el ámbito de la discusión política desde el punto en el que el capitalismo es uno de los muchos medios potenciales de operar una economía, hasta otro en el que las consideraciones políticas operan únicamente dentro de los confines del sistema capitalista. Del mismo modo, en el marco del realismo capitalista, los principales movimientos anticapitalistas pasaron de promover sistemas alternativos a buscar la manera de mitigar los peores efectos del capitalismo.
El realismo capitalista no afirma que el capitalismo es un sistema perfecto, sino que es el único sistema que puede funcionar compatibilizando la naturaleza humana y el derecho económico. Al promover la idea de que el deseo humano innato solo es compatible con el capitalismo, cualquier otro sistema que no se base en la acumulación personal de riqueza y capital es visto como contrario a la naturaleza humana y, por extensión, imposible de implementar.

Fisher afirmó que los rescates financieros después de la crisis económica de 2008 fueron el ejemplo por excelencia de realismo capitalista en acción, razonando que los rescates ocurrieron en gran medida porque la idea de permitir que el sistema bancario fracasara era inimaginable tanto para los políticos como la población en general. Debido al valor intrínseco de los bancos para el sistema capitalista, propone Fisher, la influencia del realismo capitalista significó que tal fracaso nunca fue considerado siquiera como una opción. Como consecuencia, observa Fisher, el sistema neoliberal sobrevivió y el realismo capitalista se vio reforzado por ello. Fisher clasifica el estado actual del realismo capitalista en el sistema neoliberal en los siguientes términos:
Los únicos agentes que influyen poderosamente en políticos y responsables de educación son los intereses empresariales. Se ha vuelto demasiado fácil ignorar a los trabajadores y, en parte debido a esto, los trabajadores se sienten cada vez más indefensos e impotentes. El ataque concertado a los sindicatos por parte de grupos de interés neoliberales, junto con el paso de una organización Fordista a una organización post-Fordista de la economía -el paso hacia la precarización, la producción just-in-time, la globalización- ha erosionado la base de poder de los sindicatos [y por lo tanto la fuerza laboral].
Fisher considera que el realismo capitalista surge del impulso intencionado de la derecha neoliberal para transformar las actitudes tanto de la población general como de la izquierda hacia el capitalismo y específicamente la forma post-fordista del capitalismo que prevaleció a lo largo de la década de 1980. La relativa incapacidad de la izquierda política para elaborar un modelo económico alternativo en respuesta al auge del capitalismo neoliberal y la era reaganómica simultánea creó un vacío que facilitó el nacimiento de un sistema de realismo capitalista. El colapso de la Unión Soviética, que Fisher creía que representaba el único ejemplo real de un sistema no capitalista en funcionamiento, consolidó aún más el lugar del realismo capitalista tanto políticamente como en la población en general, y fue aclamado como la decisiva victoria final del capitalismo. Según Fisher, en una era postsoviética, el capitalismo sin control fue capaz de replantear la historia en una narrativa capitalista en la que el neoliberalismo fue el resultado de una progresión natural de la historia e incluso encarnaba la culminación del desarrollo humano.
Aunque el surgimiento del realismo capitalista está ligado al nacimiento del neoliberalismo, Fisher es claro al afirmar que el realismo capitalista y el neoliberalismo son entidades separadas que simplemente se refuerzan mutuamente. Según Fisher, el realismo capitalista tiene el potencial de vivir más allá de la desaparición del capitalismo neoliberal, aunque lo contrario no sería cierto. El realismo capitalista es inherentemente antiutópico, ya que sostiene que no importan los defectos o externalidades, el capitalismo es el único medio de operación posible. El neoliberalismo, por el contrario, glorifica el capitalismo al retratarlo como el conjunto de medios necesarios para perseguir y lograr condiciones socioeconómicas casi utópicas. De esta manera, el realismo capitalista pacifica la oposición a las proyecciones excesivamente positivas del neoliberalismo, mientras que el neoliberalismo contrarresta la desesperación y la desilusión central del realismo capitalista con sus afirmaciones utópicas.

## Efectos
Según Fisher el realismo capitalista ha colonizado el pensamiento público de tal manera que la idea del anticapitalismo ya no actúa como antítesis del capitalismo. En cambio, se despliega como un medio para reforzar el capitalismo. Esto se hace a través de los medios de comunicación, los cuales tienen como objetivo proporcionar un medio seguro de consumir ideas anticapitalistas sin desafiar realmente el sistema. La falta de alternativas coherentes, tal como se presenta a través de la lente del realismo capitalista, lleva a muchos movimientos anticapitalistas a dejar de apuntar al fin del capitalismo, pero en su lugar a mitigar sus peores efectos, a menudo a través de un consumo individual basado en el consumo de actividades como el Producto Rojo.
Con respecto a las opiniones públicas sobre el capitalismo, Fisher acuñó el término «impotencia reflexiva» que describe un fenómeno en el que la gente reconoce la naturaleza defectuosa del capitalismo, pero cree que no hay medios para llevar a cabo el cambio. Según Fisher, esta inacción conduce a una profecía autocumplida, así como a un peaje negativo en su salud mental.
Fisher identifica un deseo popular generalizado de una esfera pública que opera fuera del estado y libre de los «complementos de capital» no deseados. Sin embargo, afirma que es el estado por sí solo el que ha sido capaz de mantener las arenas públicas contra el impulso capitalista de privatización masiva. El pensamiento neoliberal popular apoya la destrucción de las esferas públicas en favor de la privatización de las instituciones públicas, como la educación y la salud, basándose en el supuesto de que el mercado determina mejor las necesidades del público. En este sentido, Fisher también plantea la idea de la «ontología empresarial», que es la ideología capitalista en la que los propósitos y objetivos se entienden exclusivamente en términos de negocios. Además, postula que en el caso de condiciones sociales uniformemente orientadas a las empresas no hay lugar para el público y su única posibilidad de supervivencia es mediante la extinción del marco empresarial en los servicios públicos, y añade que «si las empresas no pueden funcionar como empresas, ¿por qué deberían los servicios públicos?» Por lo tanto, un tema frecuente de la escritura de Fisher es el futuro de la esfera pública frente a la ontología empresarial neoliberal y cómo podría verse en ausencia de una industria estatal centralizada.

### Realismo
El aspecto del «realismo» en el realismo capitalista y su inspiración —el realismo socialista— se basa en la distinción de Jacques Lacan entre lo real y las «realidades», como el realismo capitalista, que son conceptualizaciones del mundo de base ideológica que rechazan los hechos que se encuentran fuera de sus interpretaciones. Fisher sostiene que un llamamiento a lo Real reprimido por el realismo capitalista puede comenzar a deconstruir la omnipotencia de la ideología. Fisher señala áreas como el cambio climático, la salud mental y la burocracia que se pueden destacar para mostrar las debilidades y brechas en el realismo capitalista.
A raíz del trabajo de Fisher, otros teóricos críticos en la academia y la blogosfera política han empleado el realismo capitalista como marco teórico.